# MTV Video Music Award para Melhor Vídeo de um Filme
O MTV Video Music Award para Melhor Vídeo de um Filme (do original em inglês, MTV Video Music Award for Best Video from a Film) foi uma das categorias dos Prêmios MTV Video Music, concedida pela primeira vez em 1987 em reconhecimento aos destacados vídeos musicais cuja canção integrou a trilha sonora de um longa-metragem. A categoria foi extinta em 2003 após um forte declínio no lançamento de vídeos musicais extraídos de filmes e conforme os vídeos musicais passaram a ser cada vez mais produzidos diretamente para o mercado musical. 
Durante toda a existência da categoria, nenhum artista venceu o prêmio mais de uma única vez. Por outro lado, Madonna, Will Smith e U2 são os nomes mais frequentes na categoria, totalizando 3 indicações cada um. Adam Clayton e Larry Mullen, Jr., contudo, também foram indicados ao prêmio independentemente de seu trabalho coletivo na banda U2 em razão de seu envolvimento no vídeo musical do filme Mission: Impossible (1996). Os filmes Singles e Batman Forever produziram dois vídeos musicais cada um indicados à categoria. 

## Vencedores e indicados
| Ano  | Vencedor                                                        | Vencedor                                           | Indicados | Ref.   |
| Ano  | Obra (Filme)                                                    | Artista                                            | Indicados | Ref.   |
| ---- | --------------------------------------------------------------- | -------------------------------------------------- | --- | ------ |

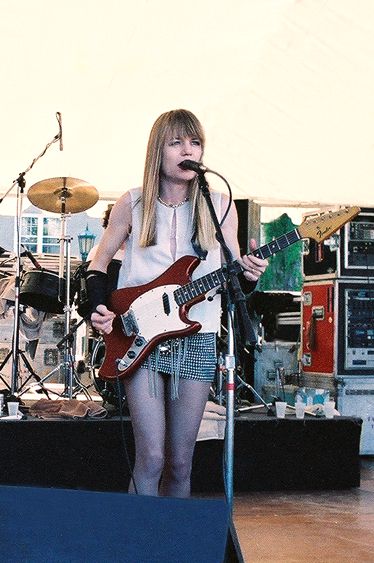
Talking Heads foram os primeiros vencedores da categoria, em 1987, pelo videoclipe de "Wild Wild Life".

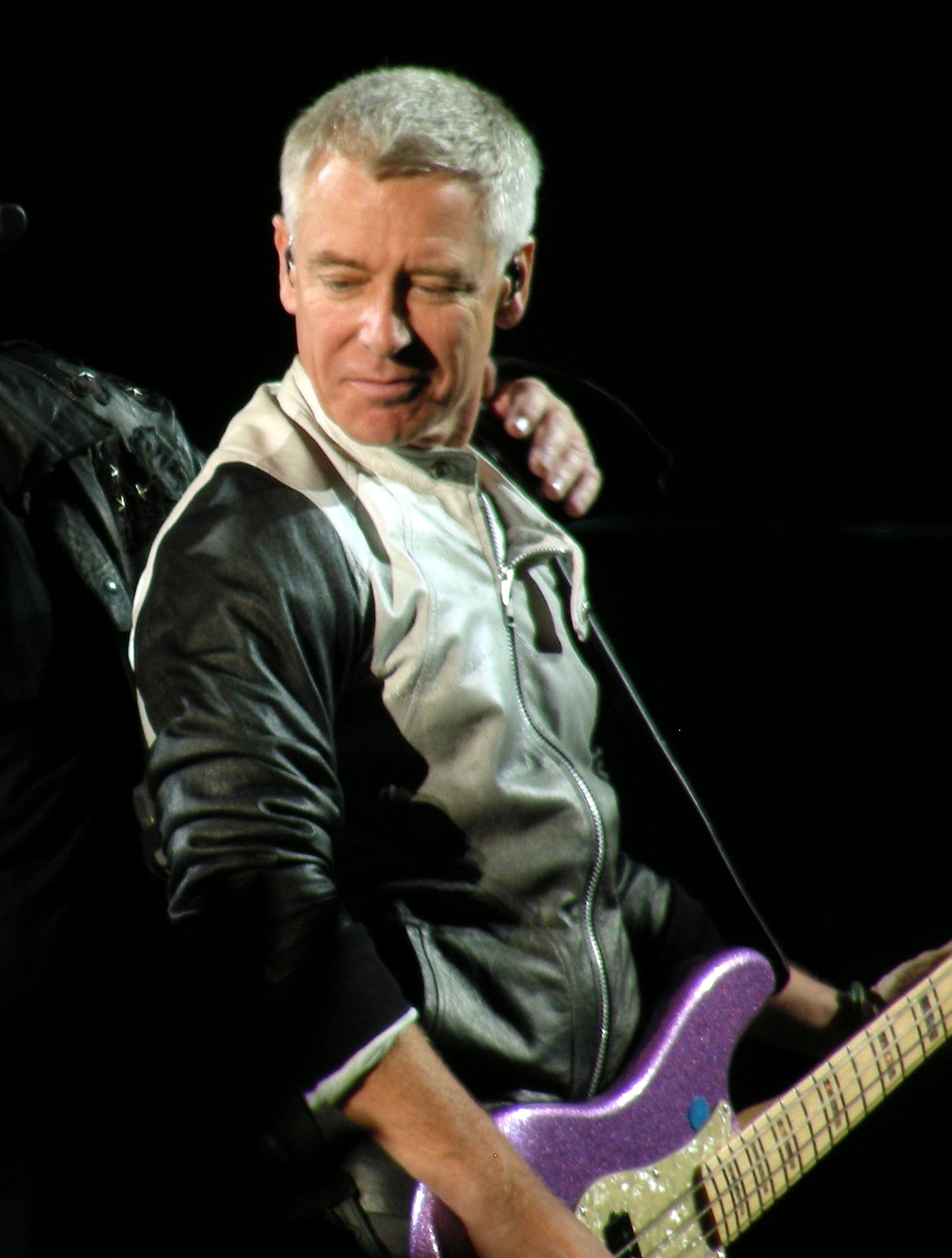
Adam Clayton, integrante de U2, vencedor em 1989 e indicado em 1995, 1996 e 2001.

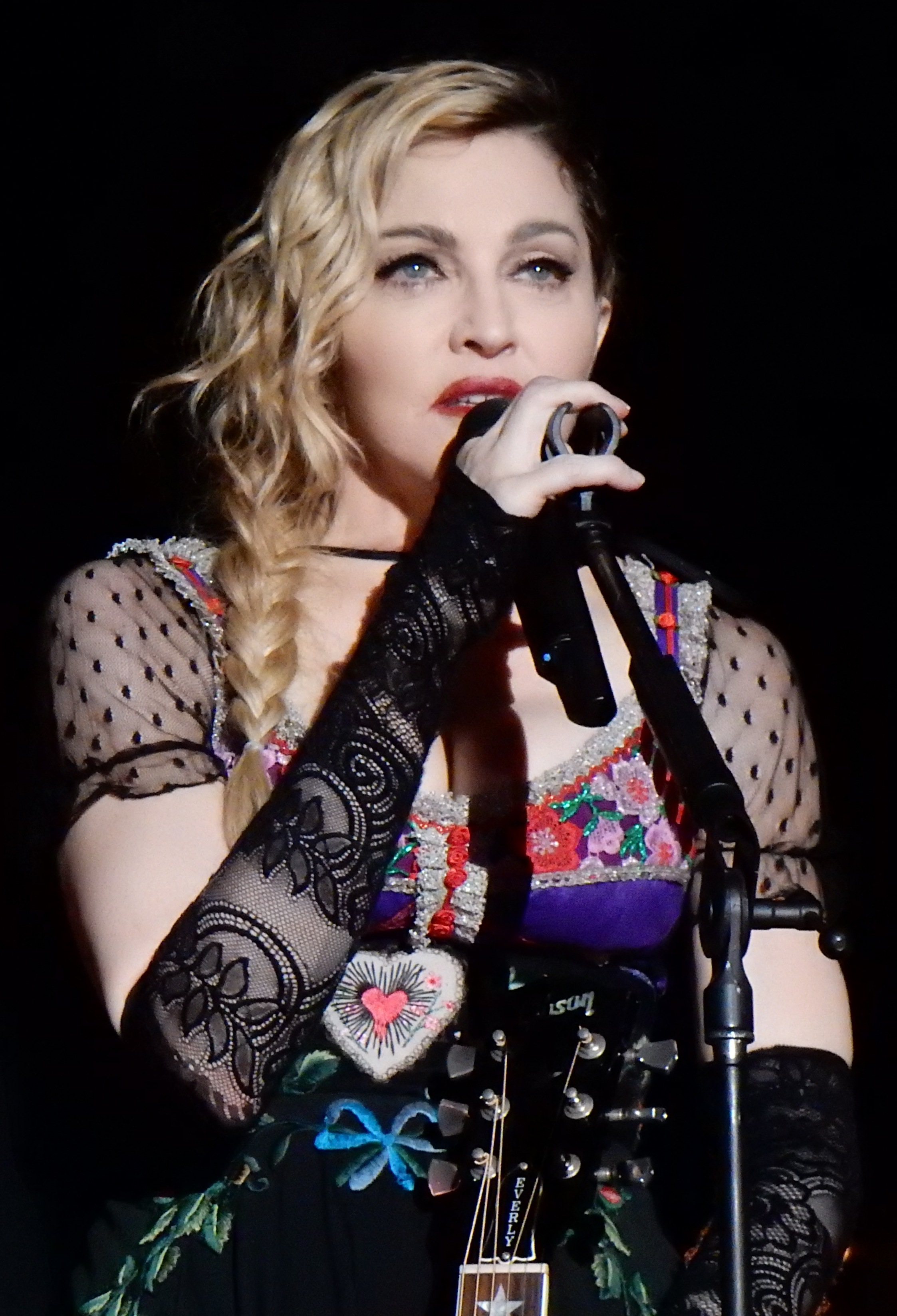
Madonna, vencedora em 1999 por "Beautiful Stranger" e indicada em 1994 e 2003 por "I'll Remember" e "Die Another Day", respectivamente.

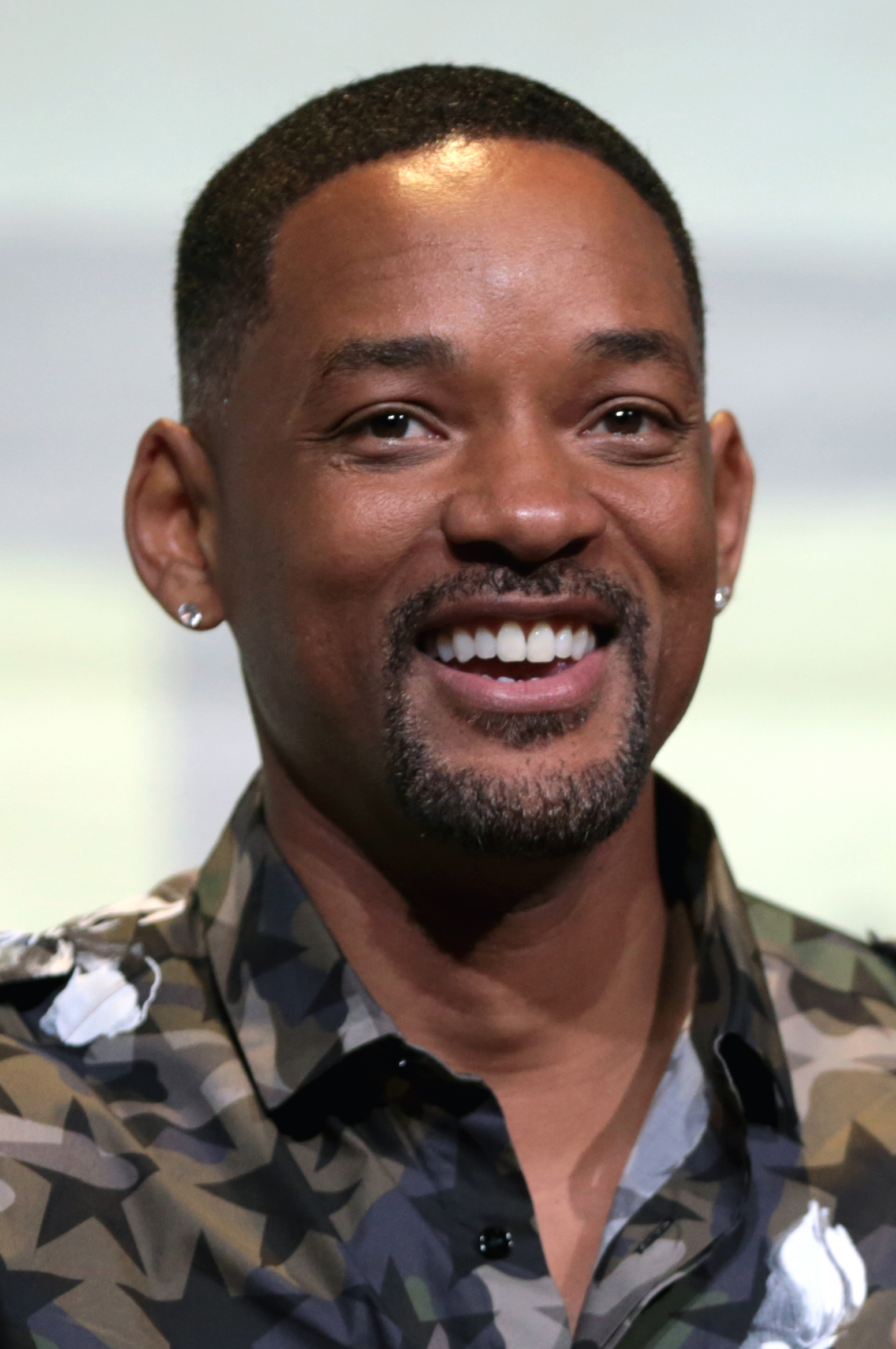
Will Smith, vencedor em 1997 por "Men in Black" e indicado novamente em 1999 e 2002.

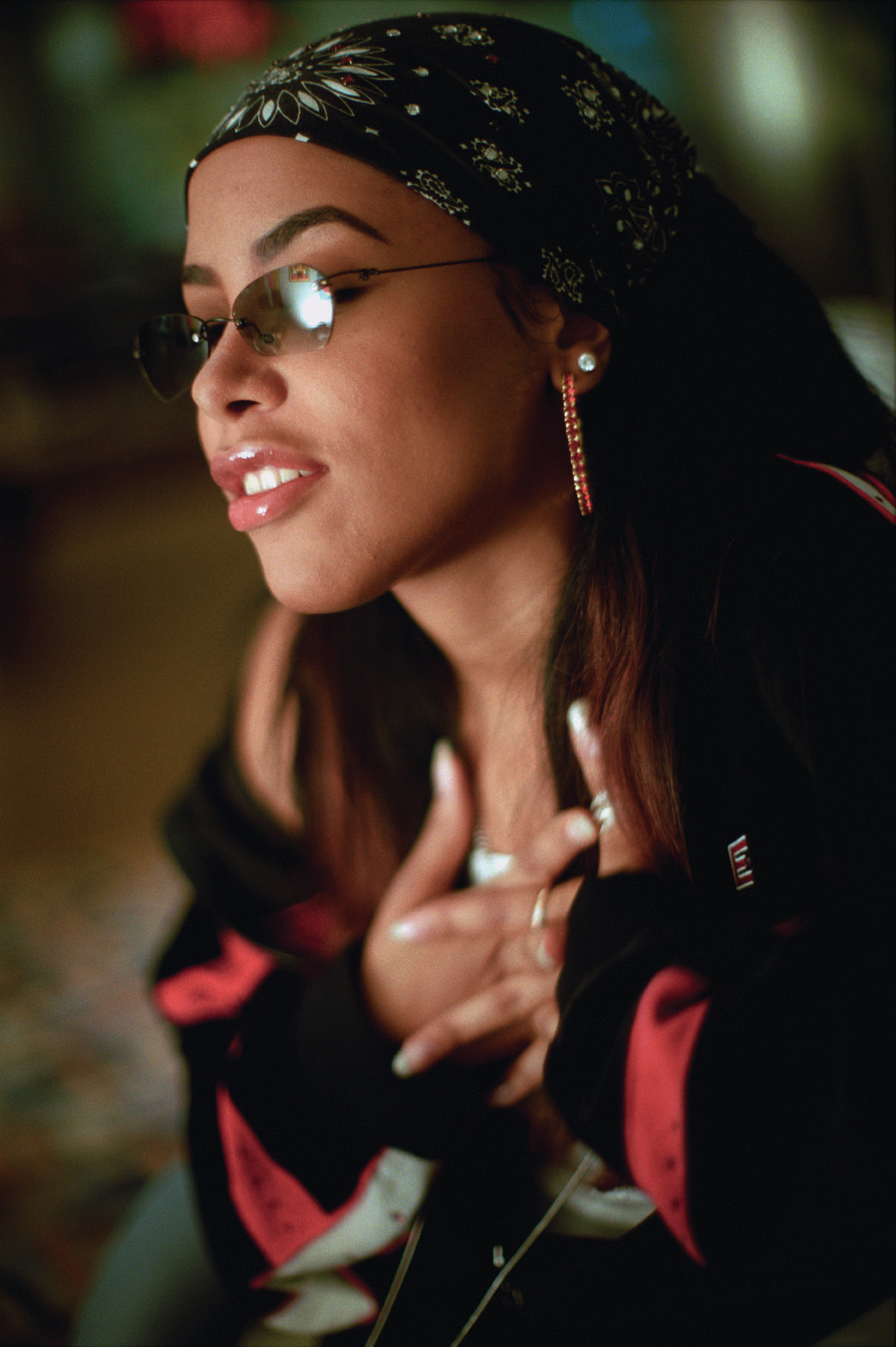
Aaliyah, vencedora da categoria em 2000 pela canção "Try Again".

| 1987 | "Wild Wild Life" (de True Stories)                              | Talking Heads                                      | - Eric Clapton – "It's in the Way That You Use It" - Rodney Dangerfield – "Twist and Shout" - Aretha Franklin – "Jumpin' Jack Flash" - Ben E. King – "Stand by Me"                                            | [ 1 ]  |
| 1988 | "La Bamba" (de La Bamba)                                        | Los Lobos                                          | - The Bangles – "Hazy Shade of Winter" - Bryan Ferry – "Kiss and Tell" - Peter Gabriel – "Biko" - Bob Seger – "Shakedown"                                                                                     | [ 2 ]  |
| 1989 | "When Love Comes to Town" (de Rattle and Hum)                   | U2 B. B. King                                      | - The Belle Stars – "Iko Iko" - Ice-T – "Colors" - Annie Lennox e Al Green – "Put a Little Love in Your Heart"                                                                                                | [ 3 ]  |
| 1990 | "Cradle of Love" (de The Adventures of Ford Fairlane)           | Billy Idol                                         | - Edie Brickell & New Bohemians – "A Hard Rain's a-Gonna Fall" - Prince – "Batdance" - ZZ Top – "Doubleback"                                                                                                  | [ 4 ]  |
| 1991 | "Wicked Game" (de Wild at Heart)                                | Chris Isaak                                        | - Bryan Adams – "(Everything I Do) I Do It for You" - Jon Bon Jovi – "Blaze of Glory" - Guns N' Roses – "You Could Be Mine"                                                                                   | [ 5 ]  |
| 1992 | "Bohemian Rhapsody" (de Wayne's World)                          | Queen                                              | - Eric Clapton – "Tears in Heaven" - The Commitments – "Try a Little Tenderness" - MC Hammer – "Addams Groove"                                                                                                | [ 6 ]  |
| 1993 | "Would?" (de Singles)                                           | Alice in Chains                                    | - Arrested Development – "Revolution" - Boy George – "The Crying Game" - Paul Westerberg – "Dyslexic Heart"                                                                                                   | [ 7 ]  |
| 1994 | "Streets of Philadelphia" (de Philadelphia)                     | Bruce Springsteen                                  | - Backbeat Band – "Money" - Madonna – "I'll Remember" - Sinéad O'Connor – "You Made Me the Thief of Your Heart"                                                                                               | [ 8 ]  |
| 1995 | "Kiss from a Rose" (de Batman Forever)                          | Seal                                               | - Bryan Adams – "Have You Ever Really Loved a Woman?" - Jim Carrey – "Cuban Pete" - U2 – "Hold Me, Thrill Me, Kiss Me, Kill Me" - Urge Overkill – "Girl, You'll Be a Woman Soon"                              | [ 9 ]  |
| 1996 | "Gangsta's Paradise" (de Dangerous Minds)                       | Coolio L.V.                                        | - Brandy – "Sittin' Up in My Room" - Bush – "Machinehead" - Adam Clayton e Larry Mullen, Jr. – "Theme from Mission: Impossible"                                                                               | [ 10 ] |
| 1997 | "Men in Black" (de Men in Black)                                | Will Smith                                         | - Iggy Pop – "Lust for Life" - R. Kelly – "I Believe I Can Fly" - Bruce Springsteen – "Secret Garden" | [ 11 ] |
| 1998 | "I Don't Want to Miss a Thing" (de Armageddon)                  | Aerosmith                                          | - Beck – "Deadweight" - Céline Dion – "My Heart Will Go On (Love Theme from Titanic)" - Goo Goo Dolls – "Iris" - Pras, Ol' Dirty Bastard e Mýa – "Ghetto Supastar" - Puff Daddy e Jimmy Page – "Come with Me" | [ 12 ] |
| 1999 | "Beautiful Stranger" (de Austin Powers: The Spy Who Shagged Me) | Madonna                                            | - Aaliyah – "Are You That Somebody?" - Jay-Z, Ja Rule e Amil – "Can I Get A..." - Will Smith, Dru Hill e Kool Moe Dee – "Wild Wild West""                                                                     | [ 13 ] |
| 2000 | "Try Again" (de Romeo Must Die)                                 | Aaliyah                                            | - Aimee Mann – "Save Me" - Metallica – "I Disappear" - R.E.M. – "The Great Beyond" - Sisqó e Foxy Brown – "Thong Song"                                                                                        | [ 14 ] |
| 2001 | "Lady Marmalade" (de Moulin Rouge!)                             | Christina Aguilera Lil' Kim Mýa P!nk Missy Elliott | - Destiny's Child – "Independent Women Part I" - DMX – "No Sunshine" - K-Ci & JoJo – "Crazy" - U2 – "Elevation (Tomb Raider Mix)"                                                                             | [ 15 ] |
| 2002 | "Hero" (de Spider-Man)                                          | Chad Kroeger Josey Scott                           | - Ludacris e Nate Dogg – "Area Codes" - Nelly – "#1" - Will Smith – "Black Suits Comin' (Nod Ya Head)" | [ 16 ] |
| 2003 | "Lose Yourself" (de 8 Mile)                                     | Eminem                                             | - JC Chasez – "Blowin' Me Up (with Her Love)" - Madonna – "Die Another Day" - Britney Spears e Pharrell – "Boys (The Co-Ed Remix)"                                                                            | [ 17 ] |